# Celsia
Celsia este un gen de plante din familia Scrophulariaceae.

## Specii
Cuprinde circa 40-45  specii.